# Thomas Legge
Pour les articles homonymes, voir Legge.
Thomas Legge (1535 - 12 juillet 1607) était un docteur en droit de l'ère élisabéthaine. Il est connu principalement pour sa tragédie en latin en trois parties et quinze actes Richardus Tertius (« Richard III »), qui est considérée comme la première pièce historique écrite en Angleterre. Cet ouvrage lui vaut d'être rangé parmi les dramaturges élisabéthains.

## Biographie

### Origine
Le second de trois fils, Thomas Legge, est né à Norwich en 1535, d'un père Stephen Legge et d'une mère Margaret, née Larke. Sa famille serait d'origine italienne.

### Carrière universitaire
Il entre au Corpus Christi College de l'université de Cambridge en 1552, puis intègre peu après comme boursier Trinity College, toujours à Cambridge. Il y obtient son  B.A. (Bachelor of Arts) en 1555-56. Étudiant de troisième cycle à Cambridge, il sollicite son inscription à Oxford en 1556, et il y obtient son M.A. (Master of Arts) en 1560 et son doctorat en droit en 1575.
En 1578, il est engagé comme professeur à Jesus College de Cambridge, où il est considéré comme un enseignant dynamique, ayant conservé en matière religieuse les anciennes manières de penser catholiques. Le 27 juin 1573, il est nommé maître de Caius College, second maître après le fondateur, John Caius. Il amène avec lui beaucoup de ses étudiants de Jesus College. Il est aussi professeur titulaire de la chaire de droit civil. À Caius, son attitude lui cause des ennuis. Il attribue un poste d'enseignant à un certain John Depup, contre l'avis du fondateur, John Caius, Depup étant catholique. Vers 1581, il semble avoir été incarcéré à la prison de la Fleet pour avoir traité avec mépris certaines lettres de la reine. Ceci avait sans doute un lien avec ses habitudes de favoriser dans son College les catholiques du nord du pays, une conduite qui fit l'objet d'une accusation de ses collègues dans une lettre envoyée à William Cecil le 31 janvier 1581. Ils lui reprochaient également de s'approprier les fonds du College, et « de pratiquer  le chant accompagné à l'orgue de manière continue et bruyante, ce qui dérange les étudiants ». Après la tenue d'une inspection, cette question fut réglée.
Legge occupa différentes fonctions au sein de l'université : vers mai 1579, il est nommé commissaire de l'université, en 1587 et en 1592, il en est le vice-chancelier. Le 16 mai 1590, il est reconnu avocat de la Chambre des docteurs, et en 1597, il est juge de paix à Cambridge.

### Mort
Il meurt le 12 juillet 1607 à l'université à l'âge de 72 ans, et il est enterré dans la chapelle de Caius College, où figurent une effigie et une inscription en sa mémoire. Son portrait se trouve dans le pavillon des maîtres. Par testament il laisse au College de l'argent, qui sert à la construction de la partie nord de la cour frontale, « the old Legge Buildings ».

## Œuvres

### Richardus Tertius
Première représentation
Legge était un homme de grande érudition et il correspondait avec Juste Lipse. Pourtant il est connu aujourd'hui principalement par sa tragédie en latin, intitulée Richardus Tertius (« Richard III »), qui fut représentée dans le hall de St. John’s College en mars 1579. Cette pièce, considérée comme une trilogie, puisque les quinze actes sont organisés en trois parties (actios), est si longue qu'il faut trois soirées pour la jouer en entier. Lors de la première représentation, Palmer, qui deviendra doyen de Peterborough, jouait le rôle de Richard, et Nathaniel Knox, fils aîné du réformateur de l'Église d'Écosse, John Knox, le rôle de Hastings.
Autres représentations
Dans son Apologie for Poetry, John Harington fait allusion à cet ouvrage, le qualifiant de tragédie fameuse. Thomas Nashe y fait également mention dans son Have with You to Saffron-Walden.
En décembre 1592, le vice-chambellan avise les doyens de Cambridge et d'Oxford de préparer leurs étudiants à jouer des pièces en anglais pour la reine, car la troupe de celle-ci n'est pas opérationnelle à cause de l'épidémie. Cambridge répond négativement, allégeant « un manque de pratique dans le style anglais », et une réticence de ses principaux acteurs à jouer dans cette langue. En réalité, la troupe de l'université a travaillé la longue pièce latine de Legge pour la jouer devant la reine à Noël 1592, et elle ne veut pas perdre le bénéfice de ses efforts. Dans une lettre au Lord Trésorier, William Cecil, en janvier 1593, Legge fait référence à l'offense faite à la reine à cette occasion.
Écrite pourtant quatorze années avant le Richard III de Shakespeare, la trilogie de Legge fut éclipsée par cette tragédie, et elle est demeurée presque ignorée malgré une construction théâtrale réussie.
Personnage de Richard III
Thomas More et certains chroniqueurs, tels que Édouard Hall et Polydore Virgile, historien officiel du règne d'Henri VII, ont considéré Richard III comme le mal personnifié et comme un usurpateur machiavélique, justifiant ainsi la conquête du trône d'Angleterre par les Tudor, les souverains régnants d'alors. Shakespeare a exploité cette image négative, exagérant même la nature mauvaise de Richard en en faisant le type du méchant charismatique.
L'ouvrage de Legge met en scène un Richard résolument différent du personnage dépeint par les anciens chroniqueurs et par Shakespeare. Prenant ses distances d'avec More, il traite le court règne du dernier roi de la Maison Plantagenêt à la manière de Sénèque, auteur latin qui servit de modèle aux premiers dramaturges élisabéthains. Legge se concentre exclusivement sur ce règne de deux ans, ignorant la série complexe de conflits entre les York et les Lancastre qui l'a précédé, alors que Shakespeare inclut ces épisodes dans sa trilogie Henry VI et dans le premier acte de son Richard III.
Argument
La première partie du Richardus Tertius de Legge débute par le conflit entre Richard III et l'ancienne reine consort, Élisabeth Woodville, veuve d’Édouard IV, pour le contrôle du royaume, les jeunes princes servant de pions. Richard finit par gagner en isolant la reine, et ce conflit se dissipe avant la fin de la pièce. Richard montre sa puissance en faisant exécuter sommairement Hastings.
Le deuxième partie montre la poursuite de l'ascension de Richard vers le trône, en discréditant non seulement la légitimité des enfants d'Édouard IV à cause des fiançailles de celui-ci avec Lucy avant son mariage avec Élisabeth, mais aussi la légitimité même d'Édouard, qui serait le fruit d'une infidélité de sa mère, Cécile Neville. Cette partie s'achève par le couronnement de Richard.
La troisième partie traite du règne tyrannique de Richard, qui débute par le meurtre de ses neveux, et de la menace grandissante du comte de Richmond, futur Henri VII. Elle s'achève par la défaite de Richard à Bosworth. Le caractère historique de cette pièce, qui suit en détail le règne de Richard, ne permet pas à Legge de respecter les unités de lieu et de temps, que Sénèque préconisait pourtant. Legge en revanche respecte les principes de décence qu'appliquait Sénèque : les morts et les scènes de violence sont rapportées par des messagers et non pas montrées sur scène. Ainsi, à la différence de Shakespeare, Legge ne montre pas la mort de Richard, mais la fait raconter par un messager.

### The Destruction of Jerusalem
Selon le catalogue de Francis Kirkman (en) et le témoignage de Francis Meres dans son Palladis Tamia, Legge aurait écrit vers 1577 une autre pièce intitulée The Destruction of Jerusalem. Le texte lui aurait été dérobé avant qu'elle fût rendue publique. Selon Fleay, elle aurait été jouée à Coventry à cette époque.
Jusqu'en 1974, le texte de cet ouvrage était considéré comme perdu. Cette année-là, un manuscrit de plus de deux cents pages est présenté à une vente de chez Christies. Contenant une « pièce élisabéthaine universitaire perdue » en quinze actes, en deux versions, latine et anglaise, il est acheté par la bibliothèque de l'université de Cambridge. Intitulé Solymitana Clades, ce manuscrit est identifié comme étant La Destruction de Jérusalem de Legge.
Selon Alan H. Nelson, l'hypothèse du vol du manuscrit par un plagiaire est peu crédible, et sa rétention volontaire par Legge pour une raison qu'on ignore est plus vraisemblable.